# شهرستان ایندیپندنس (آرکانزاس)
شهرستان ایندیپندنس، آرکانزاس (به انگلیسی: Independence County, Arkansas) شهرستانی در ایالات متحده آمریکا است که در آرکانزاس واقع شده‌است.

## خصوصیات
شهرستان استقلال ۱٬۹۹۹٫۴۸ کیلومترمربع مساحت دارد.